# Higashisumiyoshi-ku (Osaka)
Higashisumiyoshi-ku (東住吉区 Higashisumiyoshi-ku?) es uno de los 24 barrios de la ciudad de Osaka, Japón. Hasta el 1 de agosto de 2011 tenía una población estimada de 130.300 habitantes y una densidad de 13,360 personas por metro cuadrado. La superficie total del barrio es de 9,75 km².